# 奧波洛涅克山
49°00′9″N 22°50′50″E / 49.00250°N 22.84722°E
奧波洛涅克山是東歐的山峰，處於波蘭和烏克蘭接壤的邊境，屬於東喀爾巴阡山脈中別什恰迪山脈的一部分，海拔高度1,028米。